# Богушевская, Ирина Александровна
Ири́на Алекса́ндровна Богуше́вская (2 ноября 1965, Москва) — советская и российская певица, поэтесса, композитор. Пишет музыку в стиле театрализованный джаз или кабаре-рок.
Широкую известность получили её альбомы, написанные в творческом союзе с Алексеем Кортневым: «Книга песен» и «Лёгкие люди». Записывала песни на стихи Александра Вертинского совместно с Александром Ф. Скляром.

## Биография
Родилась в Москве 2 ноября 1965 года. В детстве жила с родителями в Багдаде, школу закончила в Будапеште. В 1992 году с отличием окончила философский факультет МГУ, преподавала философию.

## Творчество
- 1990 — гастролировала в составе труппы Студенческого театра МГУ с мюзиклом «Синие ночи ЧК», участвовала в Эдинбургском театральном фестивале «Fringe Festival». Впечатления от этой поездки впоследствии стали основой для одной из самых известных её песен, «Дожди Эдинбурга».
- Играла в спектаклях Студенческого театра МГУ под руководством Евгения Славутина.
- Училась и работала в музыкальной студии Иващенко и Васильева.
- 1993 — получила Гран-при актёрского Конкурса песни им. Андрея Миронова[2], вместе с группой «Несчастный случай». Через два месяца попала в автокатастрофу, на два года лишившую её возможности заниматься музыкой[4].
- 1994—2000 — работала диджеем на радио «Максимум» и «Радио 101» под псевдонимом Ира Тверская.
- 1995 — бенефис в Студенческом театре МГУ со спектаклем «Зал ожиданий». Участие в конкурсе «Ялта—Москва—Транзит — 1995».
- 1997 — образовала свою группу «Лёгкие люди» и начала регулярно выступать в московских клубах.
- 1998 год — выступила с песнями в музыкальных паузах телеигры «Что? Где? Когда?» (в летней серии игр, во всех шести передачах).
- 1999 год, 2001 и 2005 — участие в программе «Антропология» Д. Диброва.
- 2000 год — состоялась презентация альбома «Лёгкие люди» и новой группы «Богушевич бэнд».
- 2004 — сыграла Анюту в музыкальном спектакле «Весёлые ребята»[5][6].
- 2004 — совместно с Алексеем Иващенко представила концертную программу «Утро карнавала», состоявшую из русскоязычных вариантов песен Антониу Карлоса Жобина и Луиса Бонфы в стиле босанова[7][8][9].
- 2005 — концерт в Государственном Кремлёвском дворце в сопровождении оркестра под управлением Феликса Арановского.
- 2011 — приняла участие (в качестве «поющего продюсера») в проекте «Детская площадка № 1» (был выпущен диск и представлена концертная программа), основу которого составили песни Александра Пинегина на стихи Андрея Усачёва[10][11].
- 2013 — выпустила книгу стихов «Вновь ночи без сна: стихи о любви»[12][13][14].

Продолжает концертную деятельность в Москве, выступая в «Академ-джаз-клубе». Всегда работает только живым звуком.

## Личная жизнь
Первый брак с Алексеем Кортневым, сын Артемий (1988).
Второй брак с журналистом Леонидом Головановым, сын Даниил (2002).
Третий брак — с биологом Александром Аболицем.

## Дискография
- 1998 — Книга песен
- 2000 — Лёгкие люди[15]
- 2000 — Бразильский крейсер. Странные песни А. Н. Вертинского (концерт с Александром Скляром)
- 2003 — Шоу для тебя одной (виртуальный концертный альбом)
- 2005 — Нежные вещи[16][17][18]
- 2010 — Шёлк[19]
- 2011 — Детская Площадка № 1 (при участии Андрея Усачёва и Александра Пинегина)[20]
- 2014 — Детская площадка № 2 (при участии Андрея Усачёва и Александра Пинегина)[21]
- 2015 — Куклы[22]